# Andrés Isasi

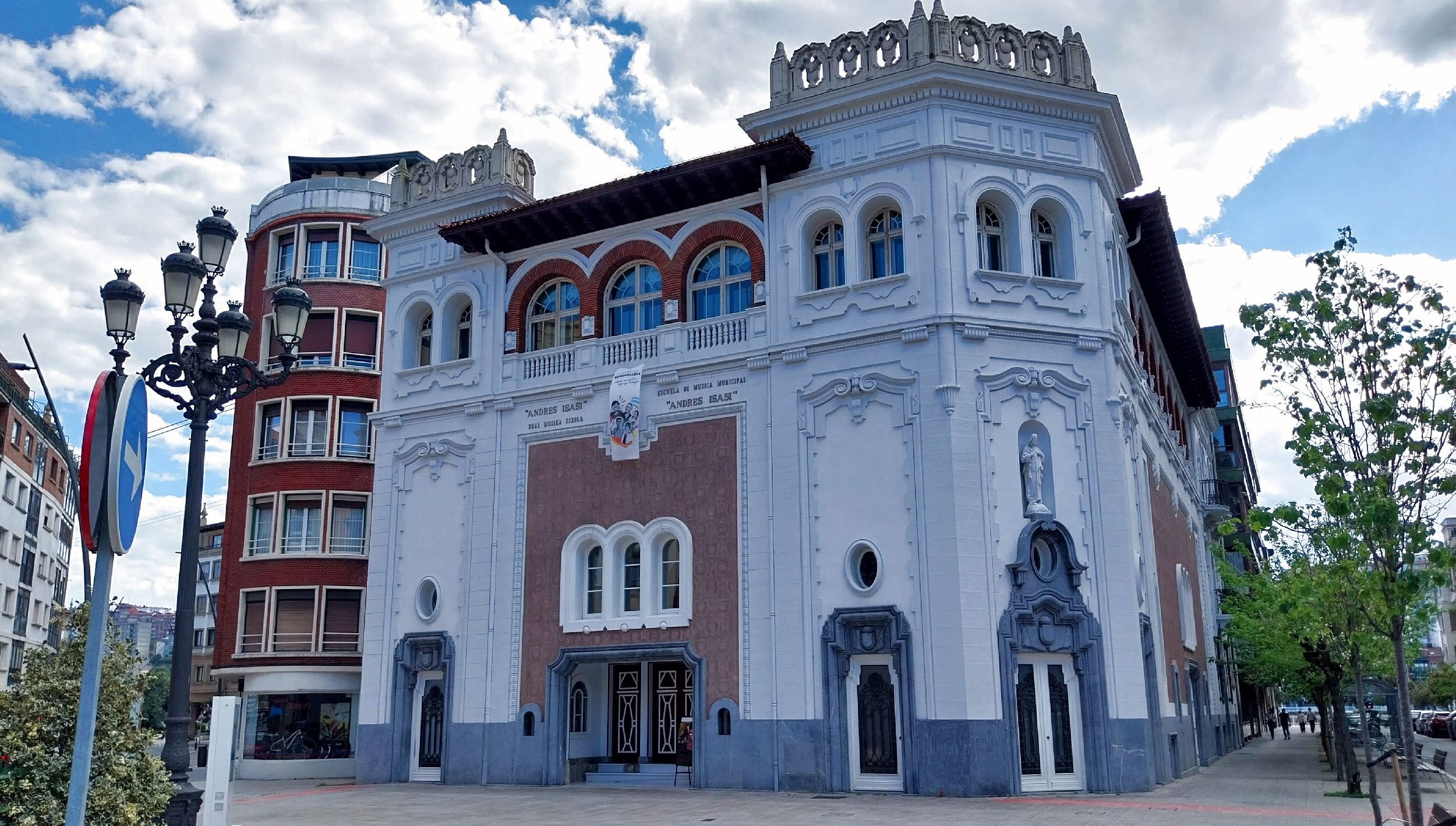
Escuela de Música Andrés Isasi (Guecho).

Andrés Isasi Linares (Bilbao, 28 de octubre de 1890-Guecho, 6 de abril de 1940) fue un compositor español, formado musicalmente en Alemania, donde fue muy apreciado.

## Biografía
Isasi quedó huérfano siendo niño. Fue su abuelo, el financiero Andrés Isasi Zulueta, quien costeó sus estudios musicales. Se sabe que recibió clases desde la infancia del pianista Miguel Unceta, llegando a dominar el instrumento magistralmente, aunque se desconoce cómo obtuvo la formación en composición. En 1908, con dieciocho años, estrenó en la Sociedad Filarmónica de Bilbao una sonata para piano y cuarteto de cuerda, bajo la financiación y organización de los editores vascos Lazcano y Mar, que publicaron varios álbumes con obra del joven compositor. El éxito que le acompañó permitió celebrar, al menos, otros dos conciertos más en la misma sociedad. Ese mismo año, también en Bilbao, la Orquesta Filarmónica de Berlín ofreció un concierto con Richard Strauss como director con Don Juan y Till Eulenspiegel, lo que muy probablemente influyó en el joven Isasi. Así, al año siguiente marchó a Alemania y se estableció en Berlín, donde cursó estudios con Karl Kämpf y el compositor, Engelbert Humperdinck. El tiempo de formación en Alemania marcó a Isasi en su producción musical hasta el extremo de que sus notaciones musicales, aun estando en España, las realizaba en alemán.
Permaneció en Alemania cinco años, tiempo en el que estrenó piezas en Berlín (con la Blüthner-Orchester) y Düsseldorf; y en Estocolmo y Malmö (Suecia). Trabó amistad con el pianista húngaro, Emeric Stefaniai y compuso seis poemas sinfónicos (Zharufa, Erotische Dichtum, Schlummernde Liebe, Das Orakel, Die Sünde y Ihr Bild), el cuarteto nº 1 Op.11 y un álbum de catorce lieder. Con el inicio de la Primera Guerra Mundial (1914), regresó a Bilbao y se casó en 1916 con Inés de Olascoaga. Durante los años siguientes compuso la sonata Op.25, para violín y piano; los cuartetos nº 2, 3, 4 y 5, el poema sinfónico Mendigos al sol, además de nuevos lieder y piezas para piano. En los años previos a la Guerra Civil se sucedieron los estrenos en Bilbao, Madrid (Teatro Price) o Barcelona. En 1918 estrenó en el Teatro Odeón de Madrid (días después, en el Teatro Real) con la Orquesta Sinfónica de la capital y bajo la dirección de Enrique Fernández Arbós, su Segunda Sinfonía, su mayor éxito en España y al que asistió la reina María Cristina. El conflicto civil recluyó en su palacete de Algorta a Isasi, que siguió componiendo hasta su fallecimiento a causa de una afección cardiaca en 1940. Su música, no tan apreciada en España, sí que lo fue en Hungría y en Alemania. En ambos países fue editada una parte sustancial de su obra. En los años 2010, el grupo Andrés Isasi Quartet ha recopilado gran parte de sus cuartetos de cuerda en tres volúmenes editados por Naxos.